# مارتين بويج
مارتن بويج (بالفرنسية: Martin Bouygues)‏ (من مواليد 3 مايو 1952) ملياردير فرنسي، ورئيس مجلس الإدارة والرئيس التنفيذي لشركة بويج الفرنسية (عدد موظفيها نحو 130.000 شخص في العالم)؛ أسسها والده فرانسيس بويج عام 1952م.
في عام 2015 ، تم إدراجه في قائمة أغنى 481 في العالم .